# Valpelline
Valpelline (arpità Vâpeleunna) és un municipi italià, situat a la regió de Vall d'Aosta. L'any 2007 tenia 620 habitants. Limita amb els municipis de Doues, Ollomont, Oyace, Quart, Roisan i Saint-Christophe.

## Administració
| Període | Identitat       | Partit        |
| ------- | --------------- | ------------- |
| 2005-   | Claudio Restano | Llista cívica |

## Personatges il·lustres
- Joseph-Marie Henry, sacerdot, alpinista i botànic.

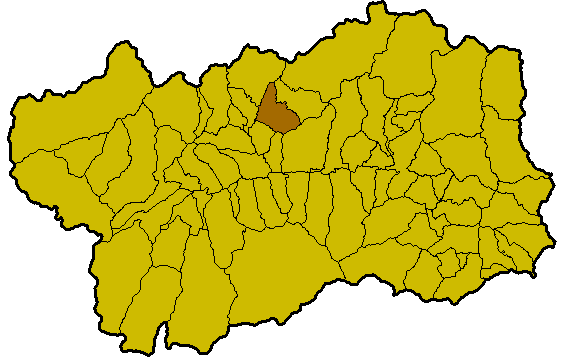
Situació de Valpelline a la Vall